# مسييه 22
مسييه 22أو م22 (بالإنجليزية: Messier 22 أو M22 أو NGC 6656) هو عبارة عن تجمع نجمي مغلق بيضوي تقع بالقرب من مركز المجرة. وهذا التجمع من ألمع الأجرام السماوية التي ترى بالليل. و يعد واحد من ألمع العناقيد الكروية في السماء .

## تاريخ أكتشافه
تم إكتشاف مسييه 22 لأول مرة في عام 1665 بواسطة عالم الفلك الألماني أبراهام إيل  و تم إدراجه في كتالوج شارل مسييه للأجسام الشبيهة بالمذنبات في 5 يونيو عام 1764. بعدها قام ويليام هيرشيل بحل الكتلة إلى نجوم بواسطة تلسكوبه الذي يبلغ طوله 20 قدم في يوليو 1783. و قدّم الملاحظة التالية: (باستخدام تلسكوب نيوتوني صغير يبلغ 20 قدمًا ، بقوة 200 ، يتم تحليله جميعًاً إلى نجوم ، صغيرة جداً و قريبة ، أرى النجوم بوضوح شديد. لكن السديم منخفض جداّ في خط العرض هذا لمثل هذه القوة ).

## خصائصه
يعنبر أيضاً واحد من أقرب العناقيد الكروية المغلقة إلى النظام الشمسي. ويقع على بعد 10,600 سنة ضوئية من الأرض. يعتبر مسييه 22 ألمع عنقود مغلق في نصف الأرض الشمالي. , و تحتوي على 83,000 نجم منم 32 نجم متغيرو تبلغ كتلة العنقود حوالي 500,000 كتبة شمسية و يبلغ عمره 12 مليار سنة بقطر يصل لـ 100 سنة ضوئية , و ألمع نجم في العنقود يبلغ قدره ظاهري حوالي 14+ . يبتعد مسييه 22 عنا بسرعة تصل لـ 149 كم/الثانية.
و تم اكتشاف ثقبين أسودين في مسييه 22 و أكدهما تلسكوب شاندرا للأشعة السينية في عام 2012. حيث تتراوح كتلة الثقبين ما بين 10 و 20 كتلة شمسية. يشير أكتشافهم إلى أنه قد يكون هناك ما بين 5 إلى 100 ثقب أسود داخل العنقود وأن الثقوب السوداء المتعددة قد توجد عللى شكل مجموعات أخرى أيضاً.و هذا قد يفسر وجود الثقوب السوداء و تفاعلها مع نجوم مسييه 22 في مركز العنقود الكبير بشكل غي إعتيادي. و يعتبر كلا الثقبين الأسودين ، المعينين M22-VLA1 و M22-VLA2 ، جزءاً من الأنظمة الثنائية. لكل منها نجم مصاحب و يقوم بسحب المادة منه. تشكل المادة المسحوبة التي هي عبارة عن غاز وغبار قرصاً تراكمياً حول كل ثقب أسود و الأنبعاثات من هذه الأقراص هي ما تمكّن العلماء من أكتشاف الثقوب السوداء. بدونها لكانت الثقوب السوداء مخفية.
و يعد مسييه 22 واحد من أربع عناقيد نجمية مغلقة فقط تحتوي على سديم كوكبي. الوحيد المدرج في كتالوج ميسييه المعروف باحتوائه على سديم كوكبي هو ميسييه 15 ، الموجود في كوكبة بيغاسوس ,و يدورمسييه 22 حول مركز مجرة درب التبانة مرة كل 200 مليون سنة.

## تأثير عدسة الجاذبية
يعتبر موقع مسييه أمام الأنتفاخ المجري (مركز المجرة) مفيداً للعلماء لأن مسييه 22 له تأثير عدسة الجاذبية الدقيقة على النجوم الموجودة خلف العنقود و تأثيرعدسة الجاذبية هي ظاهرة تحدث عندما يتم محاذاة جسم فلكي مثل نجم أو كوازار مع جسم ضخم في المقدمة و في هذه الحالة ، تقوم الكتلة الهائلة بإنحناء ضوء الجسم الأول بسبب مجال الجاذبية الناتجة من الكتلة الضخمة ونتيجة لذلك ، يمكن أن يظهر نفس الجرم في موقعين مختلفين أو أكثر بصورة مشوهة و تسمح هذه الظاهرة للفلكيين بدراسة مجموعة من الأجسام المظلمة أو الباهتة ، بما في ذلك الأقزام البني والأبيض والأحمر والكواكب والنجوم النيوترونية والثقوب السوداء. وفي عام 1999 ، كشفت دراسة استقصائية أجراها فريق (Hubble's Wide Field and Planetary Camera 2) عن ستة أجسام بحجم كوكب كتلتها حوالي 80 ضعف كتلة كوكب الأرض. تم أكتشاف هذه الأجسام بعد أن سجل التلسكوب الفضائي أحداثاً موجزة في عدسة الجاذبية أثناء مراقبة النجوم في مسييه 22 .

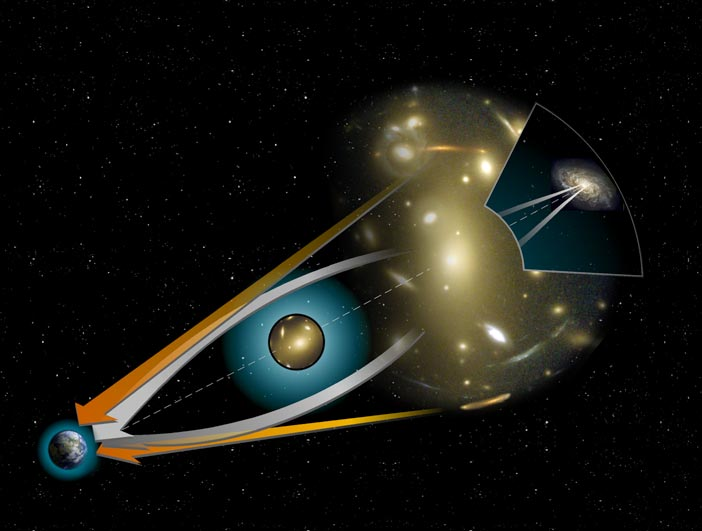
صورة توضيحية تبيّن كيفية حدوث تأثير عدسة الجاذبية

## إمكانية رؤيته
يمكن رؤيتة مسييه 22 بالعين المجردة في ظروف جيدة، على بعد 2.5 درجة فقط إلى الشمال الشرقي من نجم القوس الشمالي الذي يمثل قمة إبريق الشاي في القوس. أما في المناظير يظهر مسييه 22 على شكل بقعة ضوء خافتة. ويمكن للتلسكوبات الصغيرة رؤية ألمع النجوم.

## معرض الصور

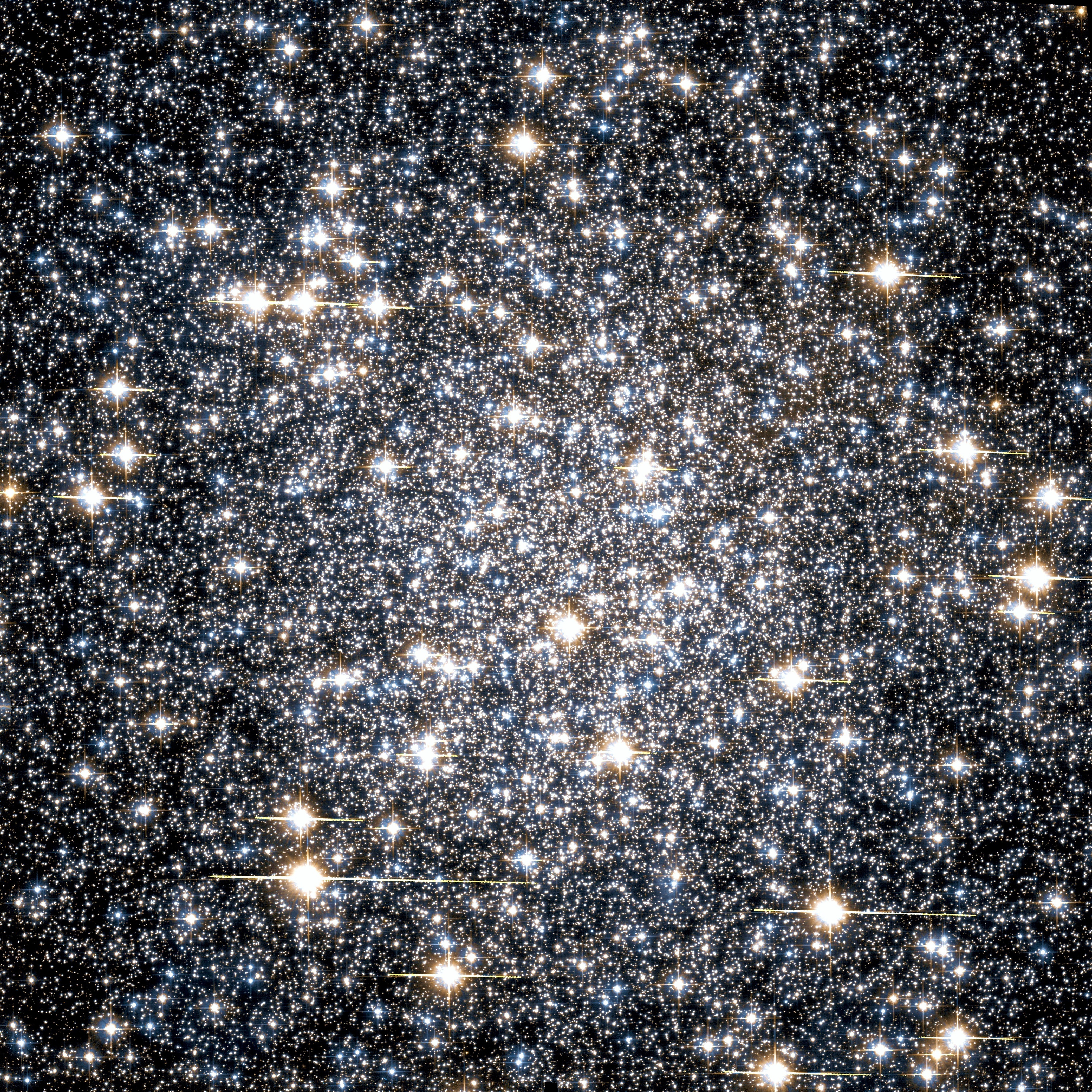
مسييه 22 messier22
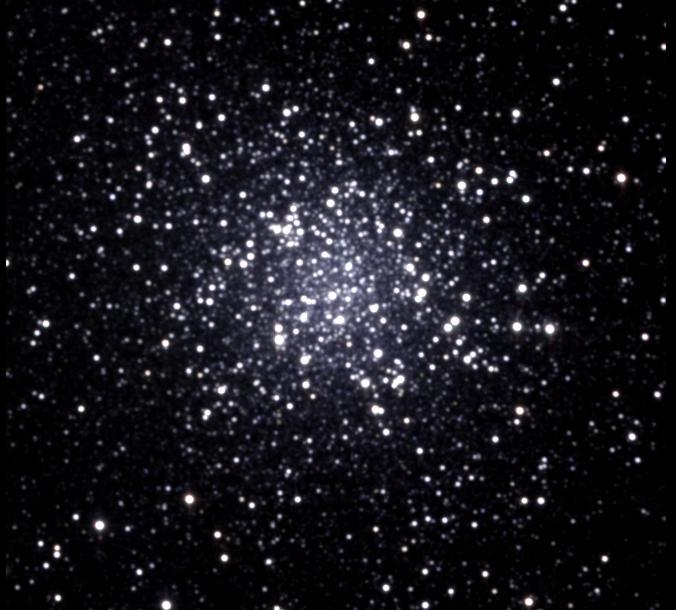
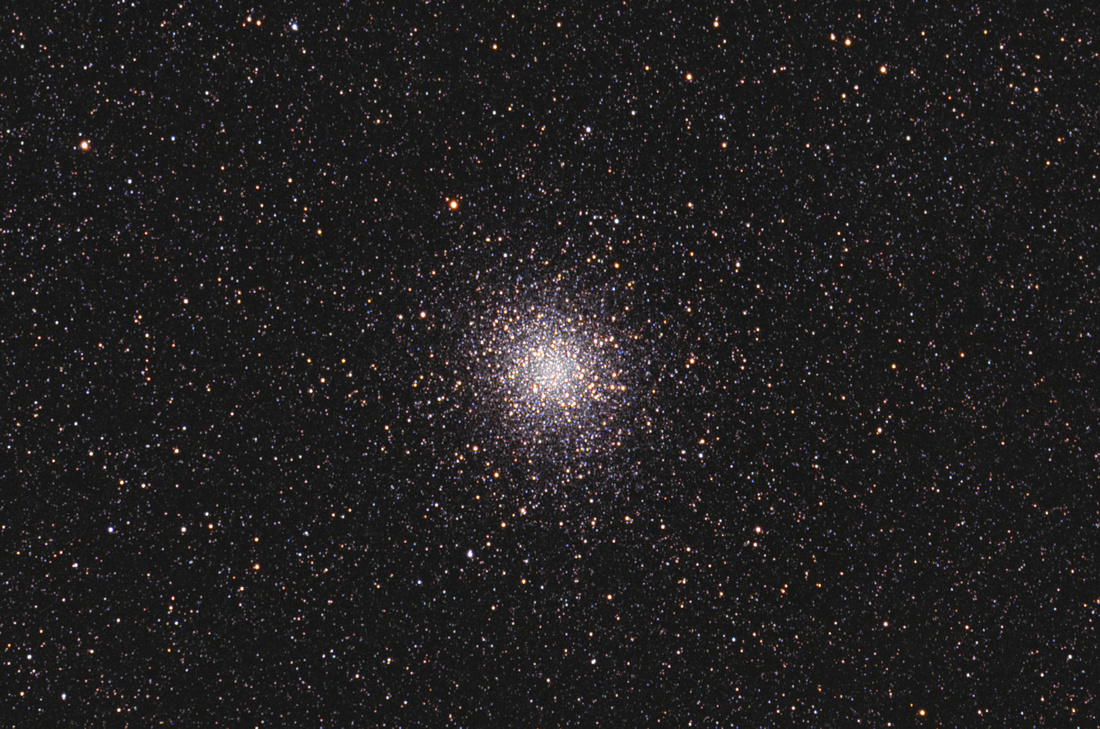
صورة إلتقطها أحد الهواة لمسسيه 22.
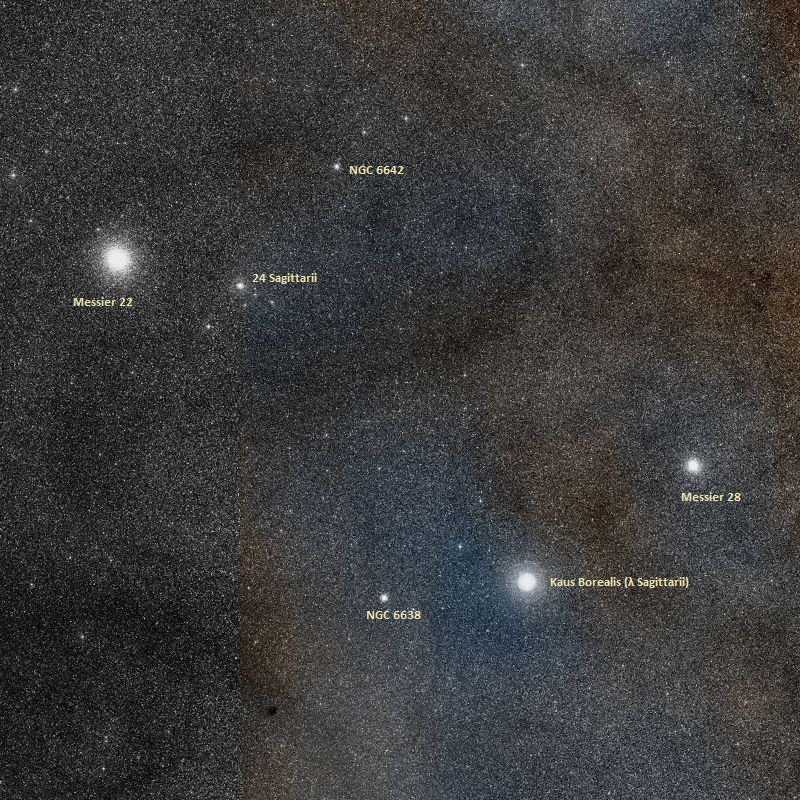
صورة تجمع مسييه 22 و مسييه 28 و نجم القوس الشمالي

## مواضيع ذات صلة
- منطقة هيدروجين II
- قزم أبيض
- عملاق أحمر
- نجم
- مجرة
- الانفجار العظيم
- خط زمني للانفجار العظيم
- نجم نيوتروني
- ثقب أسود
- علم الفلك للأشعة السينية
- كويكبات

## وصلات خارجية
- موقع الكون في الإنترنت